# Championnat d'Irak de football 2021-2022
Navigation
Saison précédente Saison suivante
La saison 2021-2022 du Championnat d'Irak de football est la quarante-huitième édition de la première division en Irak, la Iraqi Premier League. Les vingt clubs participants sont regroupés au sein d'une poule unique où ils s'affrontent à deux reprises. En fin de saison, les quatre derniers du classement sont relégués et remplacés par les deux meilleurs clubs de deuxième division, pour avoir un championnat 2022-2023 à 18 équipes.
Al-Qowa Al-Jawiya est le tenant du titre. Al Shorta Bagdad termine la saison à la première place et remporte son cinquième titre de champion.

## Déroulement de la saison
Le championnat débute le 20 septembre 2021, les trois promus, Newroz SC, Al Sina'a Bagdad et Samarra SC remplacent Al-Hedood, Al Samawa FC et Al-Sinaat Al-Kahrabaiya. En fin de saison les trois derniers sont relégués.
Le champion d'Irak, le vice champion et le vainqueur de la Coupe d'Irak se qualifient pour un play-off avec les vainqueurs de la saison 2022-2023, car l'AFC Change son format des compétitions continentales.

## Équipes participantes
- Qasim SC
- Al-Qowa Al-Jawiya
- Talaba Sport Club
- Bagdad FC
- Al Shorta Bagdad
- Al-Zawra'a Sports Club
- Najaf FC
- Naft Al-Wasat
- Al Nafat Bagdad
- Al Mina'a Bassora
- Naft Maysan
- Al-Karkh Sport Club
- Arbil SC
- Zakho FC
- Naft Al-Janoob
- Al-Diwaniya FC
- Al-Kahraba
- Newroz SC - promu de D2
- Al Sina'a Bagdad - promu de D2
- Samarra SC - promu de D2

## Compétition
Le barème de points servant à établir le classement se décompose ainsi :
- Victoire : 3 points
- Match nul : 1 point
- Défaite : 0 point

### Classement
| Rang | Équipe                 | Pts | J  | G  | N  | P  | Bp | Bc | Diff |
| ---- | ---------------------- | --- | -- | -- | -- | -- | -- | -- | ---- |
| 1    | Al Shorta Bagdad       | 91  | 38 | 28 | 7  | 3  | 64 | 21 | +43  |
| 2    | Al-Qowa Al-Jawiya T    | 70  | 38 | 21 | 9  | 8  | 50 | 31 | +19  |
| 3    | Talaba Sport Club      | 69  | 38 | 20 | 8  | 9  | 54 | 33 | +21  |
| 4    | Al Nafat Bagdad        | 64  | 38 | 16 | 16 | 6  | 38 | 20 | +18  |
| 5    | Naft Al-Wasat          | 64  | 38 | 17 | 13 | 10 | 50 | 36 | +14  |
| 6    | Al-Zawra'a Sports Club | 61  | 38 | 16 | 15 | 7  | 40 | 27 | +13  |
| 7    | Najaf FC               | 57  | 38 | 15 | 12 | 11 | 40 | 35 | +5   |
| 8    | Newroz SC P            | 51  | 38 | 14 | 9  | 15 | 40 | 43 | -3   |
| 9    | Al-Kahraba             | 50  | 38 | 13 | 11 | 14 | 36 | 37 | -1   |
| 10   | Zakho FC               | 48  | 38 | 11 | 15 | 12 | 35 | 33 | +2   |
| 11   | Arbil SC               | 47  | 38 | 12 | 11 | 15 | 37 | 42 | -5   |
| 12   | Naft Al-Janoob         | 46  | 38 | 11 | 14 | 13 | 38 | 40 | -2   |
| 13   | Naft Maysan            | 46  | 38 | 10 | 16 | 12 | 30 | 34 | -4   |
| 14   | Al-Karkh Sport Club C  | 43  | 38 | 8  | 19 | 11 | 32 | 36 | -4   |
| 15   | Al Sina'a Bagdad P     | 41  | 38 | 8  | 17 | 13 | 30 | 37 | -7   |
| 16   | Qasim SC               | 41  | 38 | 8  | 17 | 13 | 34 | 50 | -16  |
| 17   | Al-Diwaniya FC         | 39  | 38 | 10 | 9  | 19 | 33 | 51 | -18  |
| 18   | Amanat Bagdad          | 39  | 38 | 9  | 12 | 17 | 32 | 41 | -9   |
| 19   | Al Mina'a Bassora      | 30  | 38 | 3  | 21 | 15 | 33 | 49 | -16  |
| 20   | Samarra Sport Club P   | 12  | 38 | 1  | 9  | 28 | 20 | 70 | -50  |

|  | Qualification pour le play-off national de qualification pour la Ligue des champions de l'AFC 2023-2024 |
|  | Qualification pour le play-off national de qualification pour la Coupe de l'AFC 2023-2024               |
|  | Relégation directe en Division One                                                                      |
|  | T : Tenant du titre C : Vainqueur de la Coupe d'Irak 2021-22 P : Promu de D2                            |

### Barrages de montée
Dohuk Sport Club remporte le match de barrage contre le 18e de première division, Amanat Bagdad, 2 à 0 et est promu en première division.

## Bilan de la saison
| Championnat d'Irak de football 2021-2022 |                             |
| Champion                                 | Al Shorta Bagdad (5e titre) |
| Coupes et trophées                       |                             |
| Vainqueur de la Coupe d'Irak 2021-2022   | Al-Karkh Sport Club         |
| Qualifications continentales             |                             |
| Ligue des champions de l'AFC 2023-2024   | Al Shorta Bagdad            |
| Coupe de l'AFC 2023-2024                 | Al-Karkh Sport Club         |
| Coupe de l'AFC 2023-2024                 | Al-Qowa Al-Jawiya           |
| Promotions et relégations                |                             |
| Promus en Iraqi Premier League           | Al-Hudod                    |
| Promus en Iraqi Premier League           | Karbala                     |
| Promus en Iraqi Premier League           | Dohuk Sport Club            |
| Relégués en Division One                 | Amanat Bagdad               |
| Relégués en Division One                 | Al Mina'a Bassora           |
| Relégués en Division One                 | Samarra Sport Club          |